# Lot e le sue figlie (Artemisia Gentileschi)
Lot e le sue figlie è un dipinto di Artemisia Gentileschi. Realizzato tra il 1636 e il 1638, è conservato nel Museo d'arte di Toledo.

## Storia
Gli studiosi ipotizzano che l'opera nel XVIII secolo sia stata parte della collezione del napoletano Luigi Romeo, barone di San Luigi. Fu venduta da una collezione privata in Svizzera nel 1982 e acquistata dall'attuale proprietario l'anno seguente.
Il dipinto soltanto recentemente è stato attribuito alla Gentileschi. Fu acquisito dal museo, infatti, come opera di Bernardo Cavallino. Anche Micco Spadaro è stato considerato da alcuni storici dell'arte come possibile artista che ha lavorato su alcuni aspetti del dipinto.

## Descrizione

### Soggetto
La storia, narrata nel libro della Genesi, ha come protagonista la famiglia di Lot, scappata dalla distruzione della città di Sodoma (sullo sfondo del dipinto, infatti, è possibile vedere un incendio). Nella fuga, la moglie di Lot disobbedisce al comando di non voltarsi e viene trasformata in una statua di sale - la cui figura è anch'essa visibile sul fondo. Lot e le sue figlie si nascondono in una grotta e loro, avendo timore di troncare la discendenza, fanno ubriacare il padre per sedurlo ed avere una prole. Questo soggetto era particolarmente apprezzato in quell'epoca, sia per il messaggio morale sia per il suo essere scandaloso.

### Composizione
Lot siede tra le sue figlie nella penombra e viene raffigurato con indosso una veste viola ed un mantello rosa, che gli cade sulle gambe lasciando scoperto il ginocchio sinistro. Le sue figlie si protendono nella sua direzione, una con un vestito dorato ed un mantello blu, l'altra, in maniera opposta, con un vestito blu ed un mantello dorato. Quest'ultima è rappresentata mentre riempie il suo bicchiere di vino, mentre la prima sta tagliando del pane.